# Ulica Świętojańska w Białymstoku
Ulica Świętojańska – reprezentacyjna ulica na osiedlach Centrum, Mickiewicza i Bojary w Białymstoku. Biegnie od Placu Katyńskiego, przez ulice Adama Mickiewicza i Jana Klemensa Branickiego, do ulicy Warszawskiej.

## Nazwa ulicy
Na przestrzeni lat ulica przybierała różne nazwy: Prudzka (do 1919), Świętojańska (dwudziestolecie międzywojenne), Kominternu (okupacja radziecka), Kanta (okres okupacji niemieckiej), Świętojańska (1945-1949), Marcelego Nowotki (1949-1989), Świętojańska (od 1989).
Nazwa pochodzi od patrona, św. Jana Nepomucena. Na skrzyżowaniu ulicy z ulicą J. K. Branickiego jest usytuowany jego pomnik.

## Historia
Pierwotnie ulica Świętojańska była drogą łączącą dawne Nowe Miasto z traktem solnickim, prowadzącym w stronę Zabłudowa. Dopiero w XVIII wieku, nabrała miejskiego charakteru, a w połowie XIX wieku – przemysłowego.
Po 1831 roku pomiędzy Imperium Rosyjskim, a Królestwem Polskim powstała granica celna. Wtedy do miasta zjechali przemysłowcy, którzy, budując fabryki włókiennicze, rozwinęli gałąź produkcyjną Białegostoku.
Kolejna wzmianka o ulicy pochodzi z dokumentu notarialnego z 1877 roku, gdzie wtedy nazywała się ulicą Prudzką.
W 1883 roku, do miasta przyjechał Eugeniusz Becker, niemiecki przemysłowiec, który założył tkalnię wełny i jedwabiu.
Po I wojnie światowej, gdy Białystok został przyłączony do odrodzonej Polski w 1919, Tymczasowy Komitet Miejski miasta zmienił nazwę ulicy na Świętojańską, uchwała z 17 kwietnia 1919 roku.
W 1929 roku nadszedł wielki kryzys, który nie ominął białostockiej manufaktury. Firmy przemysłowe, aby zmniejszyć straty, musiały sprzedać większość swoich akcji. Doszło wtedy do wybuchów strajków robotników, którzy nawet starli się z policją.
Po wybuchu II wojny światowej, Białystok został włączony do ZSRR, do obwodu białostockiego w Białoruskiej SRR. W 1940 roku, Sowieci zmienili przejściowo nazwę ulicy Świętojańskiej na Kominternu, a po agresji Niemiec w 1941, administracja Bezirk Bialystok zmieniła na Kanta.
Pomimo wojny, fabryki wciąż działały, aż do 1944 roku, kiedy Niemcy, wycofując się, zastosowali taktykę spalonej ziemi. Wysadzili większość zabudowań fabryki w powietrze, zachowując ich mury. Jedynym obiektem ocalonym był budynek administracyjny.
W 1949 roku, Miejska Rada Narodowa w Białymstoku, na mocy uchwały zmieniła nazwę ulicy na Marcelego Nowotki, działacza komunistycznego i I sekretarza PPR.
Po 1945 roku, ocalone fabryki włókiennicze przeszły na własność państwa. Powstała przy tym Fabryka im. Feliksa Kona, która w latach 70. XX wieku została przemieniona na Fabrykę Wyrobów Runowych „Biruna”, działająca do 2007 roku.
W 1989 roku, na mocy uchwały dekomunizacyjnej, przywrócono przedwojenną nazwę ulicy.

## Otoczenie
Przy ulicy Świętojańskiej znajduje się wiele budynków usługowych i tych o wartości historycznej.
- Centrum Handlowe Alfa
- Od Placu Katyńskiego do ulicy Mickiewicza zabytkowe domy i kamieniczki (ul. Świętojańska 18, 18/1, 20, 22, 24, 26, 28 ,30, 32)
- Muzeum Rzeźby Alfonsa Karnego, ul. Świętojańska 17
- Pałac E. Beckera, ul. Świętojańska 15
- Budynek sądu apelacyjnego
- Pierwszy Urząd Skarbowy w Białymstoku
- Zespół Szkół Zawodowych Nr 2